# Sudoměřický potok
Der Sudoměřický potok ist ein rechter Nebenfluss der Morávka in Tschechien und der Slowakei.

## Geographie
Der Sudoměřický potok entspringt am Nordwesthang der Tlstá hora (556 m) bzw. nördlich des Čupy (574 m) an der Grenze zwischen Tschechien und der Slowakei in den Weißen Karpaten. Der Lauf des Grenzbaches führt gegen Nordwesten über Mlýnky, wo er im gleichnamigen Stausee Mlýnky gestaut wird. Bei Sudoměřice erreicht der Bach das Dolnomoravský úval (Südliches Marchbecken) und mündet schließlich drei Kilometer nördlich von Skalica in die Morávka.
Der Sudoměřický potok hat eine Länge von 13,8 km, sein Einzugsgebiet beträgt 30,1 km².
Am Oberlauf des Baches befindet sich auf der slowakischen Seite das Naturschutzgebiet Šmatlavé uhlisko. In den Weißen Karpaten bildet das Tal des Sudoměřický potok die Staatsgrenze zwischen Tschechien und der Slowakei. Unterhalb des Stausees Mlýnky verläuft der mäandrierende Bachlauf wechselseitig auf tschechischem und slowakischem Gebiet. Nach dem Eintritt in das Dolnomoravský úval oberhalb von Sudoměřice führt der Lauf des Sudoměřický potok parallel zur Grenze durch das Territorium Tschechiens.

## Zuflüsse
- Mandát (r), Mlýnky
- Skalický potok (l), unterhalb von Sudoměřice